# Ptochophyle ambrensis
Ptochophyle ambrensis är en fjärilsart som beskrevs av Pierre E.L. Viette 1970. Ptochophyle ambrensis ingår i släktet Ptochophyle och familjen mätare. Inga underarter finns listade.